# Карафа

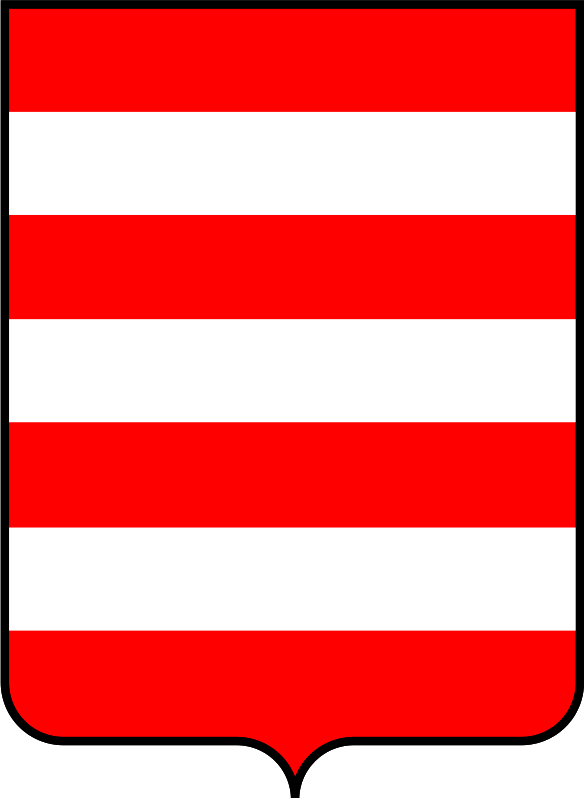
Фамильный герб рода Карафа

Карафа (итал. Carafa, Caraffa) — знатный неаполитанский род, к которому принадлежали папа Павел IV и ещё 14 кардиналов, включая нескольких его племянников.

Семейство Карафа происходило из Неаполя. В XIII—XIV вв. оно достигло положения одного из влиятельнейших феодальных родов Неаполитанского королевства. В середине XIV века дипломат Бартоломео Карафа составил краткий обзор правления королевы Джованны Анжуйской и её супруга Людовика Тарентского, а в XV столетии Диомед Карафа снискал себе известность как писатель. В 1467 году Оливьеро Карафа стал первым из 15 кардиналов, вышедших из этого семейства. Благодаря этому род Карафа сумел закрепиться в Риме, а также постепенно добиться влияния и в других областях Италии. Этому также способствовало родство Карафа с Фомой Аквинским, что получило отображение на фреске работы Филиппино Липпи в капелле Карафа в римской церкви Санта-Мария-сопра-Минерва (где был похоронен О. Карафа). 

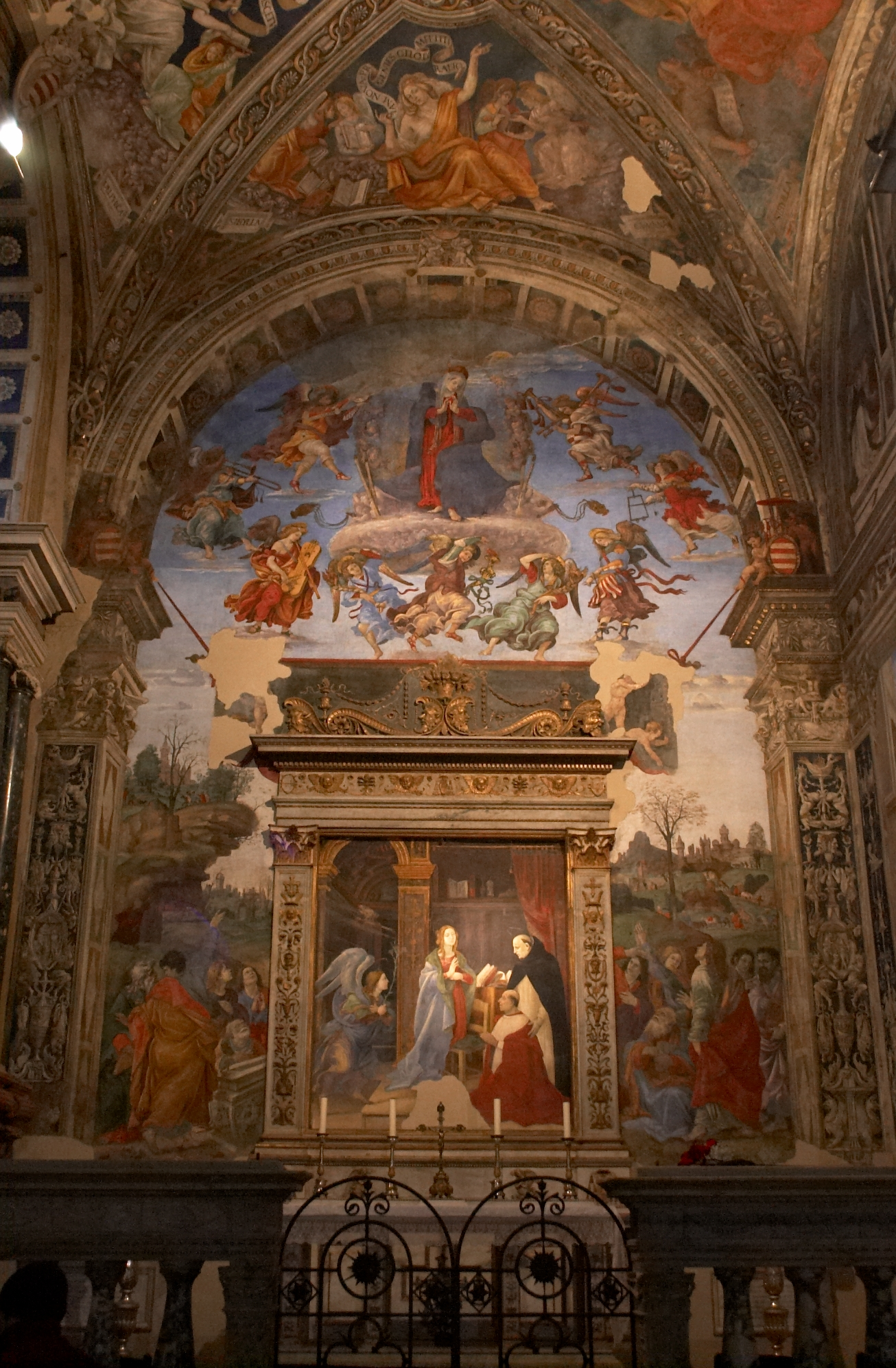
Капелла Карафа в храме Санта-Мария-сопра-Минерва с росписями Филиппино Липпи.

Племянник Оливьеро, Джанпьетро Карафа, в 1555 году под именем Павла IV занял папский престол. Павел IV проводил активную внешнюю политику, выступив союзником Франции в её войне против Испании на итальянской территории, что привело к занятию испанскими войсками герцога Альбы территории Папского государства. В то же время он усиливает влияние святой инквизиции, во главе которой находился ещё до избрания папой.
После смерти Павла IV в организованном против него городом Римом процессе папа был приговорён к смертной казни. Представлявшая его статуя была обезглавлена и сброшена в Тибр. Одновременно (в 1561 году) были осуждены и казнены два его племянника — кардинал Карло и Джованни, участвовавшие в военных операциях Павла IV и нажившие на этом состояния. Кардинал Антонио Карафа в 1561 году был вынужден бежать из Рима.
Впрочем, через несколько лет казнённые Карафа были реабилитированы, конфискованные имения были возвращены их потомкам. Однако прежнего влияния на политическую жизнь Италии они уже не оказывали. В последующие столетия представители семьи Карафа занимали архиепископскую кафедру в Неаполе.
В конце XVI столетия Карафа в результате брачного союза вступили в родство со знатным албанским родом Кастриоти-Скандербег, образовав линию Карафа-Кастриоти-Скандербег (в 1581 году). Из постренессансных представителей рода наиболее известен имперский фельдмаршал Антонио Карафа (1642—1691), прославившийся в войнах с турками и венгерскими повстанцами.

## Представители
- Оливьеро Карафа (1430—1511) — кардинал Святой Римской Церкви;
- Джанпьетро Карафа (1476—1559) — Папа римский Павел IV;
- Джанвинченцо Карафа (1477—1541) — кардинал Святой Римской Церкви;
- Диомеде Карафа (1492—1560) — кардинал Святой Римской Церкви;
- Карло Карафа (1517—1561) — кардинал Святой Римской Церкви, племянник Папы Павла IV, казнён при Папе Пии IV;
- Джованни Карафа, герцог Палиано (?—1561), племянник Папы Павла IV, казнён при Папе Пии IV;
- Антонио Карафа (1538—1591) — кардинал Святой Римской Церкви, племянник Папы Павла IV;
- Альфонсо Карафа (1540—1565) — кардинал Святой Римской Церкви, внучатый племянник Папы Павла IV;
- Фабрицио Карафа (1588—1651), епископ Битонто;
- Фабрицио Карафа (?—1590), герцог Андрии, убит композитором Карло Джезуальдо (1566—1613), князем Веноза и графом Конца, за роман с женой Джезуальдо;
- Джироламо Карафа (1564—1633), маркиз Монтенегро, генерал на испанской и имперской службе;
- Дечо Карафа (1556—1626) — кардинал Святой Римской Церкви;
- Тиберио Карафа, князь ди Бизиньяно — государственный и военный деятель Неаполитанского королевства;
- Пьер Луиджи Карафа старший (1581—1655) — кардинал Святой Римской Церкви;
- Порция Карафа, мать Папы Иннокентия XII (1615—1700);
- Джузеппе Карафа (?—1647), неаполитанский аристократ, убитый в июле 1647 года на ранних этапах восстания Мазаньелло против правления испанских Габсбургов;
- Винченцо Карафа (1585—1649), генерал Общества Иисуса;
- Франческо Мария Карафа (?—1642), 5-й герцог Ночера, кавалер Ордена Золотого руна, вице-король Арагона и вице-король Наварры;
- Грегорио Карафа (1615—1690), Великий магистр ордена иоаннитов в 1680—1690 годах;
- Фортунато Иларио Карафа делла Спина — кардинал Святой Римской Церкви;
- Франческо Мария Карафа (1634—1711), 2-й князь ди Бельведере, неаполитанский аристократ;
- Антонио Карафа (1646—1693), имперский фельдмаршал и рыцарь Ордена Золотого руна;
- Джованни Джорджо Карафа делла Спина (1671—1743), итальянский военный на австрийской службе;
- Пьерлуиджи Карафа (1677—1755), декан Коллегии кардиналов;
- Лелио Карафа, маркиз д’Арьенцо, испанский и неаполитанский генерал;
- Франческо Карафа делла Спина ди Траэтто (1722—1818) — кардинал Святой Римской Церкви;
- Марино Карафа ди Бельведере (1764—1830) — кардинал Святой Римской Церкви;
- Этторе Карафа (1767—1799), неаполитанский республиканец конца XVIII века;
- Микеле Карафа (1787—1872), итальянский композитор XIX века;
- Доменико Карафа делла Спина ди Траэтто (1805—1879) — кардинал Святой Римской Церкви.